# Культова споруда

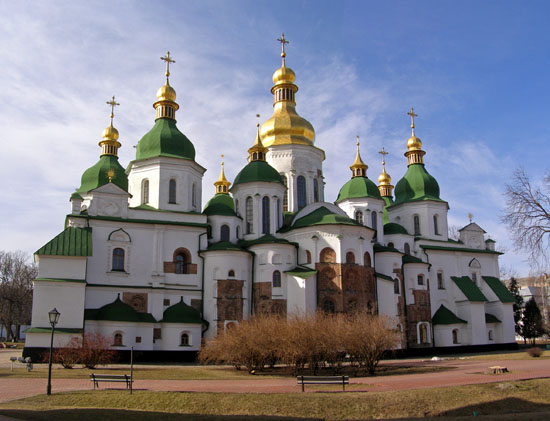
Софія Київська — головна культова споруда Київської Русі, один з найстаріших храмів України

Ку́льтова спору́да — споруда або комплекс споруд для культових, релігійних потреб (відправ служб, читання молитов і звернень до Бога), служіння Богу.
Свої культові споруди мають більшість релігій світу, в т.ч. основні світові і етнічні релігії. Історично зведення культових споруд йшло паралельно, а нерідко й було поштовхом до розвитку мистецтва, культури, духовних і прикладних знань того чи іншого народу, регіону світу або людства в цілому.
У зведенні культових споруд у світі існують два основні напрямки — слідування консервативним зразкам минулого, «шаблонна» архітектура та застосування найбільш модерних і сучасних тенденцій будівельного і технічного мистецтва.
Багато народів витворили власні стилі архітектури культових споруд. Так, в Україні т.зв. мазепинське (козацьке, українське) бароко XVIII століття виявилося, здебільшого, в будівництві соборів і церков.
Культові споруди окремих релігій і/або їхні деякі зразки стали рушіями розвитку цілих течій або елементів архітектури. Так, вийшовши з будистської архітектури ступа є вирішенням простору будівлі багатьма сучасними архітекторами світу, подеколи дуже далеко від території поширення тієї чи іншої релігії.

## Див. також

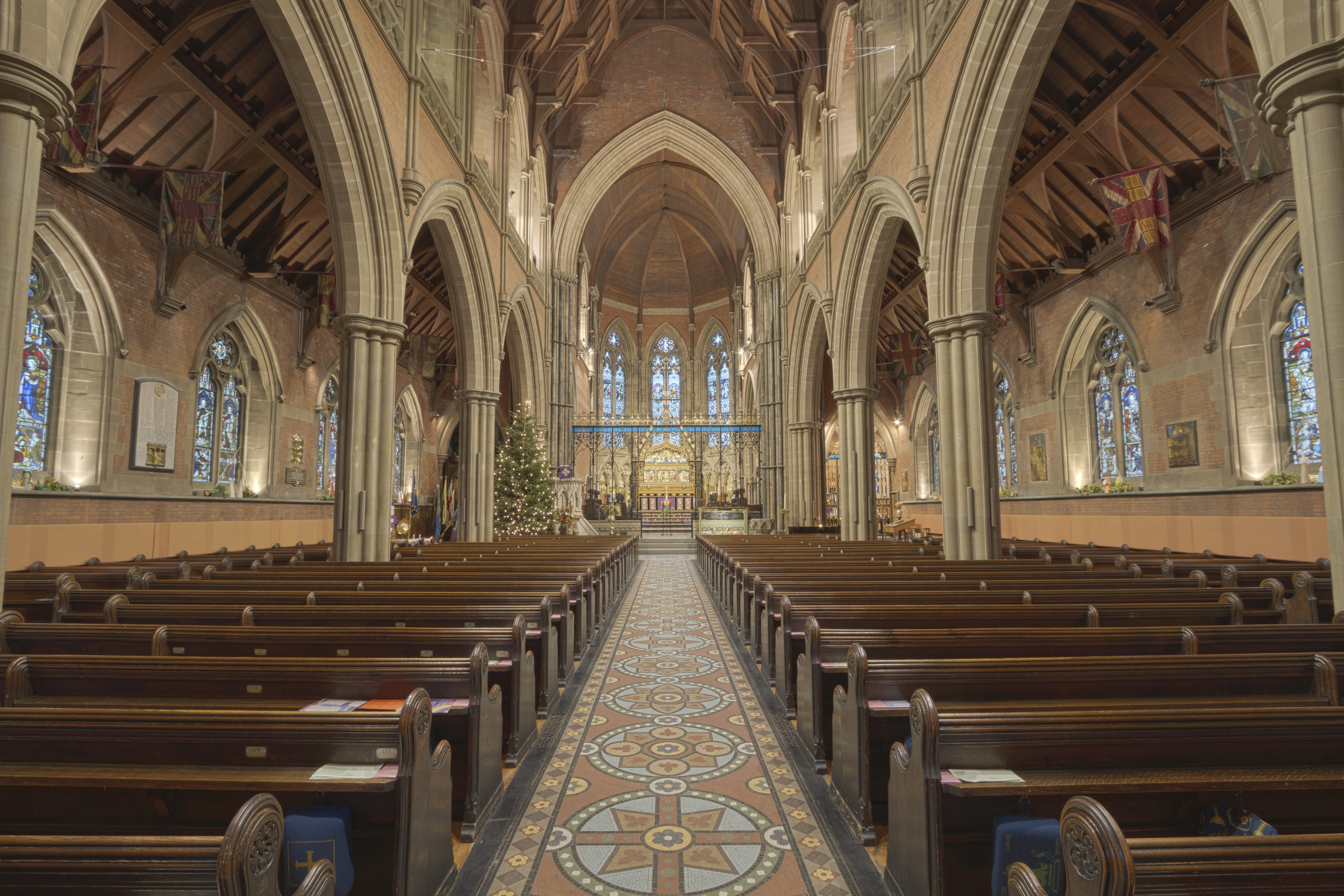
Типовий інтер'єр католицького храму